# Prosopocera mozambica
Prosopocera mozambica là một loài bọ cánh cứng trong họ Cerambycidae.